# Roquestéron
 Roquesteron  es una población y comuna francesa, en la región de Provenza-Alpes-Costa Azul, departamento de Alpes Marítimos, en el distrito de Niza y cantón de Roquesteron.
El río Esteron lo separa de Roquestéron-Grasse. Este mismo río fue la frontera del Reino de Piamonte-Cerdeña, forma que Roquesteron fue sardo o italiano, mientras que Roquestéron fue provenzal o francés, salvo breves periodos excepcionales. Desde 1860 ambas comunas son francesas.

## Clima
| Parámetros climáticos promedio de Roquesteron (France) | Parámetros climáticos promedio de Roquesteron (France) | Parámetros climáticos promedio de Roquesteron (France) | Parámetros climáticos promedio de Roquesteron (France) | Parámetros climáticos promedio de Roquesteron (France) | Parámetros climáticos promedio de Roquesteron (France) | Parámetros climáticos promedio de Roquesteron (France) | Parámetros climáticos promedio de Roquesteron (France) | Parámetros climáticos promedio de Roquesteron (France) | Parámetros climáticos promedio de Roquesteron (France) | Parámetros climáticos promedio de Roquesteron (France) | Parámetros climáticos promedio de Roquesteron (France) | Parámetros climáticos promedio de Roquesteron (France) | Parámetros climáticos promedio de Roquesteron (France) |
| Mes                                                    | Ene.                                                   | Feb.                                                   | Mar.                                                   | Abr.                                                   | May.                                                   | Jun.                                                   | Jul.                                                   | Ago.                                                   | Sep.                                                   | Oct.                                                   | Nov.                                                   | Dic.                                                   | Anual                                                  |
| ------------------------------------------------------ | ------------------------------------------------------ | ------------------------------------------------------ | ------------------------------------------------------ | ------------------------------------------------------ | ------------------------------------------------------ | ------------------------------------------------------ | ------------------------------------------------------ | ------------------------------------------------------ | ------------------------------------------------------ | ------------------------------------------------------ | ------------------------------------------------------ | ------------------------------------------------------ | ------------------------------------------------------ |
| Temp. máx. abs. (°C)                                   | 27.1                                                   | 25.6                                                   | 26.8                                                   | 28.1                                                   | 32.6                                                   | 35.8                                                   | 36.7                                                   | 40.1                                                   | 34.7                                                   | 30.4                                                   | 24.6                                                   | 22.2                                                   | 40.1                                                   |
| Temp. máx. media (°C)                                  | 11.7                                                   | 14.1                                                   | 17.1                                                   | 18                                                     | 23.3                                                   | 26.6                                                   | 30.5                                                   | 31.1                                                   | 26.2                                                   | 20.5                                                   | 14.7                                                   | 11.2                                                   | 20.5                                                   |
| Temp. media (°C)                                       | 5.6                                                    | 7.1                                                    | 9.9                                                    | 11.3                                                   | 16.1                                                   | 19.3                                                   | 22.5                                                   | 23                                                     | 18.8                                                   | 14.4                                                   | 8.9                                                    | 5.7                                                    | 13.6                                                   |
| Temp. mín. media (°C)                                  | -0.5                                                   | 0                                                      | 2.6                                                    | 4.6                                                    | 8.9                                                    | 11.9                                                   | 14.4                                                   | 14.9                                                   | 11.4                                                   | 8.3                                                    | 3                                                      | 0.2                                                    | 6.7                                                    |
| Temp. mín. abs. (°C)                                   | -8.5                                                   | -8                                                     | -9.3                                                   | -2                                                     | -0.6                                                   | 4.7                                                    | 8                                                      | 8                                                      | 3                                                      | -1.4                                                   | -7.1                                                   | -9.4                                                   | -9.4                                                   |
| Precipitación total (mm)                               | 96.4                                                   | 49.8                                                   | 45.9                                                   | 106.1                                                  | 64.6                                                   | 57.7                                                   | 39                                                     | 53.5                                                   | 117.3                                                  | 169.4                                                  | 143.9                                                  | 78.7                                                   | 1022.3                                                 |
| Fuente: Météo climat stats «Clima de Roquesteron».     |                                                        |                                                        |                                                        |                                                        |                                                        |                                                        |                                                        |                                                        |                                                        |                                                        |                                                        |                                                        |                                                        |

## Demografía
| 221 | 422 | 404 | 428 | 509 | 478 |
| Para los censos de 1962 a 1999 la población legal corresponde a la población sin duplicidades (Fuente: INSEE [Consultar]) |     |     |     |     |     |